# Згубеа (Валча)
Згубеа (рум. Zgubea) насеље је у Румунији у округу Валча у општини Рошииле. Oпштина се налази на надморској висини од 374 m.

## Становништво
Према подацима из 2002. године у насељу је живело 401 становника, од којих су сви румунске националности.